# Borrani
Ruote Borrani S.p.A. (fundada en 1922 en Milán) es un fabricante italiano de ruedas para automóviles y motocicletas. La empresa es conocida por suministrar ruedas de radios de alambre de bloqueo central del tipo Rudge-Whitworth a muchos coches de carreras, deportivos y coches de lujo italianos. 

## Historia
Inicialmente, la compañía se llamó Rudge-Whitworth Milano, ya que el mecanismo de rueda de bloqueo central estriado tenía la licencia de Rudge-Whitworth, con sede en Coventry, que había desarrollado las patentes desde 1908. Ubicada en la Via Ugo Bassi 9, estaba dirigida por Carlo Borrani, y rápidamente se convirtió en proveedor de Alfa Romeo, Bianchi, Lancia y otros vehículos de carreras, siendo sus ruedas utilizadas por pilotos como Enzo Ferrari cuando ganó la primera Coppa Acerbo en Pescara (1924). Las ruedas Borrani usaban llantas de aleación de aluminio en lugar de acero, reduciendo la masa no suspendida y, por lo tanto, el rendimiento general en comparación con el diseño original de Rudge-Whitworth. Cesare Borrani, hijo del fundador, paso a gestionar la compañía en 1937.
El nombre de la empresa se cambió a Ruote Borrani S.p.A. en la década de 1930, debido a la campaña de Benito Mussolini para eliminar del italiano los préstamos procedentes del idioma inglés. Por esta época, la empresa también empezó a fabricar ruedas de aluminio (sin alambre) para reemplazar a las ruedas de acero. Estas ruedas bimetálicas de aluminio fundido eran estándar en el Maserati 3500.
Entre 1946 y 1966, todos los coches Ferrari utilizaban ruedas Borrani como equipo original. De este modo, las dos empresas comparten una parte importante de la historia del automóvil italiano, tanto en la carretera como en las pistas de carreras. Posteriormente, las ruedas Borrani siguieron siendo una opción importante para los propietarios de Ferrari hasta 1984. Las ruedas Borrani también eran parte del equipo original en marcas famosas como Lamborghini, Alfa Romeo, Maserati, Facel Vega y Aston Martin. 
En 1955, la empresa se trasladó a Baranzate, en el noroeste de Milán, y se fusionó con Costruzioni Meccaniche Rho S.p.A. En este momento, un 10 % del volumen anual de aproximadamente 1500 ruedas eran para los coches de carreras de Ferrari. También se produjeron ruedas de motocicleta para marcas como Moto-Guzzi. Las ruedas con radios de alambre Borrani se usaron en algunos prototipos, como el Buick Skylark de 1953.
En 2004, la producción de ruedas de alambre Borrani se vendió a RuoteMilano srl., miembro del grupo internacional automotriz Zeta Europe BV. Las actividades se trasladaron a Rozzano, en el lado sur de Milán. En estas nuevas instalaciones, las máquinas de producción tradicionales fueron reconstruidas y renovadas para cumplir con los requisitos modernos y para salvaguardar la calidad y la capacidad de producción de las ruedas de radios de alambre Borrani. Desde entonces, la gama total de productos ha vuelto a estar disponible y varios modelos clásicos han vuelto a entrar en producción.